# Grabels
Grabels je obec v departementu Hérault a v regionu Okcitánie na jihu Francie. Nachází se severozápadně od Montpellieru. Starostou je René Revol (březen 2025). Má přibližně 9 100 obyvatel a rozlohu 16,2 km².

## Obyvatelstvo
| Rok  | Počet obyvatel | ± %     |
| ---- | -------------- | ------- |
| 1968 | 1020           | –       |
| 1975 | 1537           | +6,03 % |
| 1982 | 2527           | +7,36 % |
| 1990 | 3130           | +2,71 % |
| 1999 | 5438           | +6,33 % |
| 2007 | 6025           | +1,29 % |
| 2012 | 6698           | +2,14 % |
| 2017 | 8430           | +4,71 % |